# 克卜勒輸入星表
克卜勒輸入星表（Kepler Input Catalog，縮寫KIC）是一個可以公開搜尋的數據庫，收錄來自克卜勒光譜分類計畫（Kepler Spectral Classification  Program，縮寫為SCP）和克卜勒太空望遠鏡觀測的約1,320萬個目標。

## 概述
克卜勒的SCP是使用2微米全天巡天項目的史隆濾鏡組，像是griz濾鏡組觀測的目標。這份星表本身並不是克卜勒太空望遠鏡尋找和觀測的目標 ，望遠鏡只能觀測到其中的一部分（大約是其中的1/3）。完整的星表包含是星等21等的天體，1,320萬個目標，克卜勒太空望遠鏡 的感測器能夠檢測的只有450萬至650萬個。
KIC是為數不多的太空船視場綜合星表之一。創建KIC是因為當時沒有深度和資訊足夠用來讓克卜勒太空望遠鏡選擇目標的星表。這份星表包括質量、半徑、有效溫度、對數 (g)、金屬量和紅化消光 。
以KIC星表序號KIC #10227020為例子，在探測到這顆恆星凌的訊號後，它就成為克卜勒太空望遠鏡感興趣的目標，命名為KOI-730 。
不是所有克卜勒輸入星表中被確認有行星的恆星都會獲得克卜勒目標的名稱。不是所有的恒星開普勒輸入目錄恒星與確認的行星得到一個開普勒目標的名稱。原因是，有時凌的訊號是經由觀察而不是克卜勒小組發現的。Kepler-78b就是一個例子。
光變曲線不尋常的KIC 8462852（也稱為TYC 3162-665-1和2MASS J20061546+4427248）是由行星獵人標記，引發了一種猜測，即外星文明的戴森球要對此負責。

## 外部連結
- Kepler Input Catalog (SAO) （页面存档备份，存于）